# Horst Plischke
Horst Plischke (ur. 12 lipca 1939 w Braunau am Inn; zm. 19 listopada 1962 w Berlinie) – ofiara śmiertelna Muru Berlińskiego, zmarła wskutek utonięcia podczas ucieczki do Berlina Zachodniego. 

## Ucieczka
Rankiem 19 listopada 1962 r. Horst Plischke zdecydował się na ucieczkę z Poczdamu do Berlina Zachodniego. Niedaleko na północ od mostu Glienicker Brücke wskoczył do Haweli, usiłując przepłynąć rzekę wpław. Około godziny 3:30 zauważony został przez patrolujących teren żołnierzy straży granicznej, którzy niezwłocznie otworzyli ogień do uciekającego, nie zdołając go jednak trafić. Podjęta natychmiastowo akcja poszukiwawcza w rejonie nabrzeża nie przyniosła efektów. Cztery miesiące później, 16 marca 1963 r., dwóch żołnierzy patrolu wojsk granicznych natknęło się na zwłoki leżące na brzegu jeziora Jungfernsee. Przy denacie znalezione zostały dokumenty wystawione na nazwisko Horst Plischke oraz karta powołania do zasadniczej służby wojskowej w  NVA. W wyniku obdukcji stwierdzono, iż Plischke utonął, nie zostając ranny, co pozwoliło również na powiązanie okoliczności śmierci z incydentem strzelania do uciekiniera w dniu 19 listopada. Jako dowód w śledztwie posłużył m.in. zatrzymany zegarek zmarłego.  
W zachodnioberlińskich doniesieniach prasowych z 19 listopada 1962 r. poinformowano o strzałach w rejonie Jungfernsee, nie wymieniając jednak jakiegokolwiek nazwiska potencjalnego uciekiniera. Śmierć tegoż pozostała nie nagłośnioną po obu stronach muru aż do momentu zjednoczenia Niemiec. Odkryte w 1994 r. dokumenty wykazały jednak, iż okoliczności śmierci Horsta Plischke wykluczają jakiekolwiek działanie osób trzecich, w związku z czym wszczęte przez prokuraturę dochodzenie rok później umorzono.

## Literatura
- Christine Brecht: Horst Plischke, in: Die Todesopfer an der Berliner Mauer 1961–1989, Berlin 2009, S. 115–116.